# حرز CHA2DS2–VASc
|    | الحالة                                                                                                | النقاط |
| -- | --- | ------ |
| C  | قصور القلب الاحتقاني (Congestive heart failure)                                                       | 1      |
| H  | فرط ضغط الدم (Hypertension): ضغط دم بشكل ثابت أعلى من 140/90 مم زئبق (أو فرط ضغط الدم مُعالج بالأدوية) | 1      |
| A  | جيل أكبر أو يساوي 75 سنة (Age)                                                                        | 1      |
| D  | سكري (Diabetes)                                                                                       | 1      |
| S2 | سكتة أو نوبة نقص تروية عابرة أو خثار في الماضي (Stroke)                                               | 2      |

حرز CHA2DS2–VASc (بالإنجليزية: CHA2DS2–VASc score)‏ هو وسيلة تنبؤ سريرية لتقدير خطر الإصابة بالسكتة عند المرضى الذين يعانون من الرجفان الأذيني غير الروماتيزمية، وهو اضطراب نظم قلبي خطر وشائع مرتبط بالسكتة الانصمامية الخثارية. يتم استخدامه لتحديد ضرورة العلاج مع علاج مضاد التخثر أو العلاج المضاد للصفيحات، لأن الرجفان الأذيني يمكن أن يسبب ركود الدم في حجرات القلب العلوية، مما يؤدي إلى تشكيل خثرة جدارية التي يمكن أن تتدفّق إلى مجرى الدم، وصولًا إلى الدماغ، وقطع جريان الدم إلى الدماغ، مسببة سكتة دماغية. يتوافق حرز CHADS2 مرتفع مع خطورة عالية للسكتة، أما الحرز المنخفض فيتوافق مع خطورة منخفضة. ويعتبر حرزًا بسيطًا للاستعمال وتم التأكد من مصداقيته في العديد من الدراسات.
لا يشمل حرز CHADS2 بعض عوامل الخطر الشائعة للسكتة الدماغية وقد تم نقاش مختلف إيجابياته وسلبياته بشكل مفصل. يظهر الجدول أدناه حرز CHADS2 : جمع النقاط التي تتوافق مع الحالات يعطي حرز CHADS2، الذي يستخدم لتقدير خطر السكتة الدماغية.